# 艾美路荷華高斯

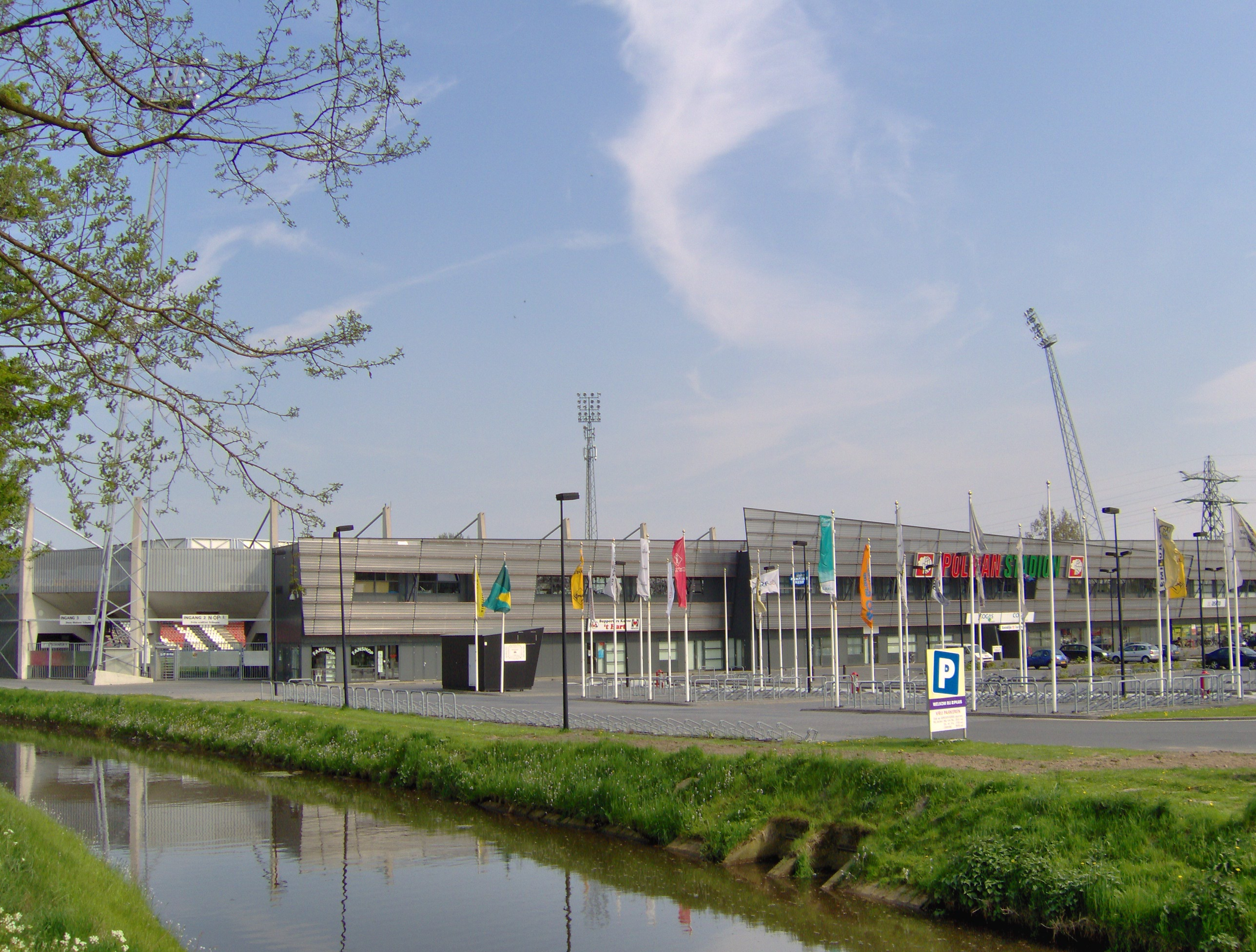
波曼球場採用人造草坪

艾美路荷華高斯（荷蘭語：Heracles Almelo）是一間位於荷蘭阿爾默洛的足球會。現時在荷乙聯賽比賽。

## 歷史
赫拉克勒斯在1903年5月3日成立，其名称来自希腊神话中最伟大的人类英雄的名字（Heracles）。他們在1974年7月1日更名為SC赫拉克勒斯74（SC Heracles 74），到1978年改成現在的名字。球會曾經兩奪荷蘭联赛冠軍，分別在1927年和1941年。球隊其中一名著名球員，綽號，是荷蘭第一名黑人球員。 
在2004/05球季，赫拉克勒斯在荷乙聯贏得第一名，所以他們在2005/06球季升上荷甲聯，這一年他們以第十三名完成。2004/05球季的平均入座人數為5,700人，而下一季則上升至超過8,300人，2021-22球季由于战绩不佳在附加赛负于SBV精年队而于17年来首度降班荷乙。

## 外部連結
- （荷兰文）官方網站 （页面存档备份，存于）